# Kuchyňka (Brdy)
Kuchyňka je lesnatý vrch v Brdské vrchovině, vysoký 636 m n. m. Nachází se asi 4 km jižně od města Hostomice pod Brdy, 6 km západně od města Dobříš a necelé 3 km západně od nejvyššího vrcholu severozápadních Brd Písky (690 m n. m.). Celá vrcholová partie hory byla v roce 1933 prohlášena chráněným územím coby přírodní rezervace Kuchyňka s původní rozlohou 10 ha a poté v roce 1989 rozšířena na 21,18 ha. Zachovaly se zde zbytky původních suťových lesních porostů, s výskytem vzácné flóry a fauny. Později byla zařazena do soustavy Narura 2000 jakožto Evropsky významná lokalita Hradec–Kuchyňka. Obecně je Kuchyňka chápána jako součást Hřebenů, ale z geomorfologického hlediska patří do severního cípu Třemošenské vrchoviny v Brdech a s Hřebeny pouze hraničí.

## Lokalita
Lokalita je vzdálena cca 40 km jihozápadně od Prahy, 4 km jižně od města Hostomice pod Brdy, 6 km západně od města Dobříš a necelé 3 km západně od nejvyššího vrcholu severozápadních Brd Písky.
Rezervace Kuchyňka je charakteristická svými suťovými společenstvy, která jsou vázána na teplé a suché lokálním mikroklimata. Z vrcholu hřebenové cesty se nabízejí výhledy do kraje zejména do Hostomské kotliny a na střední Povltaví. Z hřebenů je možno dolétnout na příbramské těžební věže.

## Historie
Celé Podbrdsko bylo historicky mimořádně významné těžbou a zpracováním železné rudy. Nejenom pece a hamry spotřebovávaly velké množství kvalitního dřevěného uhlí. Následkem toho se původní bukojedlové porosty měnili v smrkové monokultury. Původní les se zachoval pouze na těžko dostupných místech.
Lokalita Kuchyňka byla naštěstí dostatečně vzdálená od center historické těžby dřeva, proto se zde zachovalo původní složení Brdského temperátního listnatého lesa. Její jedinečnost spočívala navíc v suťových polích, jež hostila pestrou škálu bylinného podrostu. Tato skutečnost vždy lákala i místní lidové léčitele „babky kořenářky“ k častým návštěvám.

### Mytologie
Lidová představivost pak dala bájnému vrchu i mnoho pověstí. Nejznámější je pověst o bájné čarodějnici Megeře, zhrzené milence pána Brdských hor Fabiána zvaného Babí Jan. Pověst praví, že na kopci Baba stával hrad Jana Rytíře z Babí hory. Když si rytíř přivedl vyvolenou nevěstu čarodějnice Megera ze žárlivosti proměnila Janův hrad v pusté skalisko, Janovu ženu v hořkou zeměžluč a z rytíře Fabiána lesní přízrak.  

## Přírodní poměry

### Geologické poměry
Kuchyňka z geomorfologického hlediska patří do podjednotky Třemošenské vrchoviny. Na rozdíl od okolních většinou plochých vrcholů se její stráně prudce svažují. Staroprvohorní slepence tady reprezentují výrazný ostrý hřbet prudce se svařující k jihovýchodu. Z něj vystupují erozí obnažené skalky a skalní sruby. Pod svahy jsou rozsáhlá suťová pole. Na severozápad od vrcholu je viditelné rozdvojení hřebene do dvou větví. První kambrické a druhé ordovické.

### Hydrologie
Zatímco samotný vrchol i svahy lokality jsou poměrně suché, v jihovýchodním úbočí se nalézá několik pramenišť. Z nichž některá jsou upravena jako přírodní studánky. Právě ty slouží jako biotop vzácného a zákonem chráněného obojživelníka mloka skvrnitého (Salamandra salamandra), skokana hnědého (Rana temporaria), užovky obojkové (Natrix natrix). 

### Flora
Suťové lesy přecházejí do květnatých bučin případně do dubohabřin s řídce vtroušenou lípou, javorem klenem (Acer pseudoplatanus), vzácně i jedlí bělokorou (Abies alba). Důvodem ochrany jsou i společenstva původního bylinného podrostu. Např. kostřava lesní (Festuca altissima), mařinka vonná (Asperula odorata), samorostlík klasnatý (Actaea spicata), kyčelnice cibulkonosná (Dentaria bulbifera), lilie zlatohlavá (Lilium martagon), kokořík vonný (Polygonatum odoratum), lecha jarní (Lathyrus vernus), konvalinka vonná (Convallaria majalis), kapraď osladič obecný (Polypodium vulgare). Dále zde rostou srstka angrešt (Ribes uva-crispa L.), jeřáb muk (Sorbus aria).

### Fauna
Rezervace je specifická výskytem bezobratlých druhů žijících v teplém suťovém svahu např. Papáskovka žíhaná (Caucasotachea vindobonensis), vřetenatka obecná (Alinda biplicata), vlahovka narudlá (Monachoides incarnatus), keřovka plavá (Fruticicola fruticum), slimák popelavý (Limax cinereoniger), slimák žlutý (Malacolimax tenellus). V tlejícím dřevě padlích listnatých stromů se daří dřevokaznému hmyzu jako je např. roháč obecný (Lucanus cervus), tesařík piluna (Prionius corilarius), tesařík rudý (Pyrrhidium sanguineum), tesařík dubový (Plagionotus arcuatus). Dalšími bezobratlými, které zde lze nalézt jsou svižník lesomil (Cicindela sylvicola), střevlík fialový (Carabus violaceus), střevlík měděný (Carabus cancellatus), střevlík hajní (Carabus nemoralis) i v Česku největší střevlík kožitý (Carabus coriaceus) nebo chrobák lesní (Anoplotrupes stercorosus). V dolní stinné části svahu se daří vlhkomilným druhům jako je mlok skvrnitý (Salamandra salamandra) nebo užovka obojková (Natrix natrix).

## Ochrana
Předmětem ochrany jsou původní brdské ekosystémy se vzácným bylinným podrostem (viz přírodní poměry). Rezervace je chráněna dvojitým ochranným pásmem šířky 50 m. Na území je prováděno kácení nepůvodních druhů dřevin. Pohyb v rezervaci je možný pouze po vyznačených stezkách.

## Turismus
Rezervací prochází červeně značená turistická trasa.

## Čtyřmezí
Severně od vrcholu Kuchyňky, v sedle se Studeným vrchem, se nachází „čtyřmezí“ (49°47′37″ s. š., 14°4′46″ v. d.), kde se do jednoho místa v oblasti sedla sbíhají hranice čtyř katastrálních území obcí ležících po obou stranách Hřebenů. Jihovýchodní úbočí hřebene patří do k. ú. obce Buková u Příbramě v okrese Příbram, údolí Chumavy na severozápadní straně patří do Hostomic pod Brdy (okres Beroun), k sedlu Kuchyňky nacházejícímu se asi kilometr severoseverovýchodně zasahují z druhé strany ještě území Rosovic a Dobříše (obojí okres Příbram). Toto čtyřmezí bylo v roce 2014 vyznačeno prstencem a slavnostně odhaleno za účasti zástupců všech čtyř obcí.
Navíc vrcholový hřeben Kuchyňky táhnoucí se od Malého vrchu (627 m n. m.) a celá přírodní rezervace patří do výběžku katastrálního území páté obce: Pičína v okrese Příbram.

## Galerie

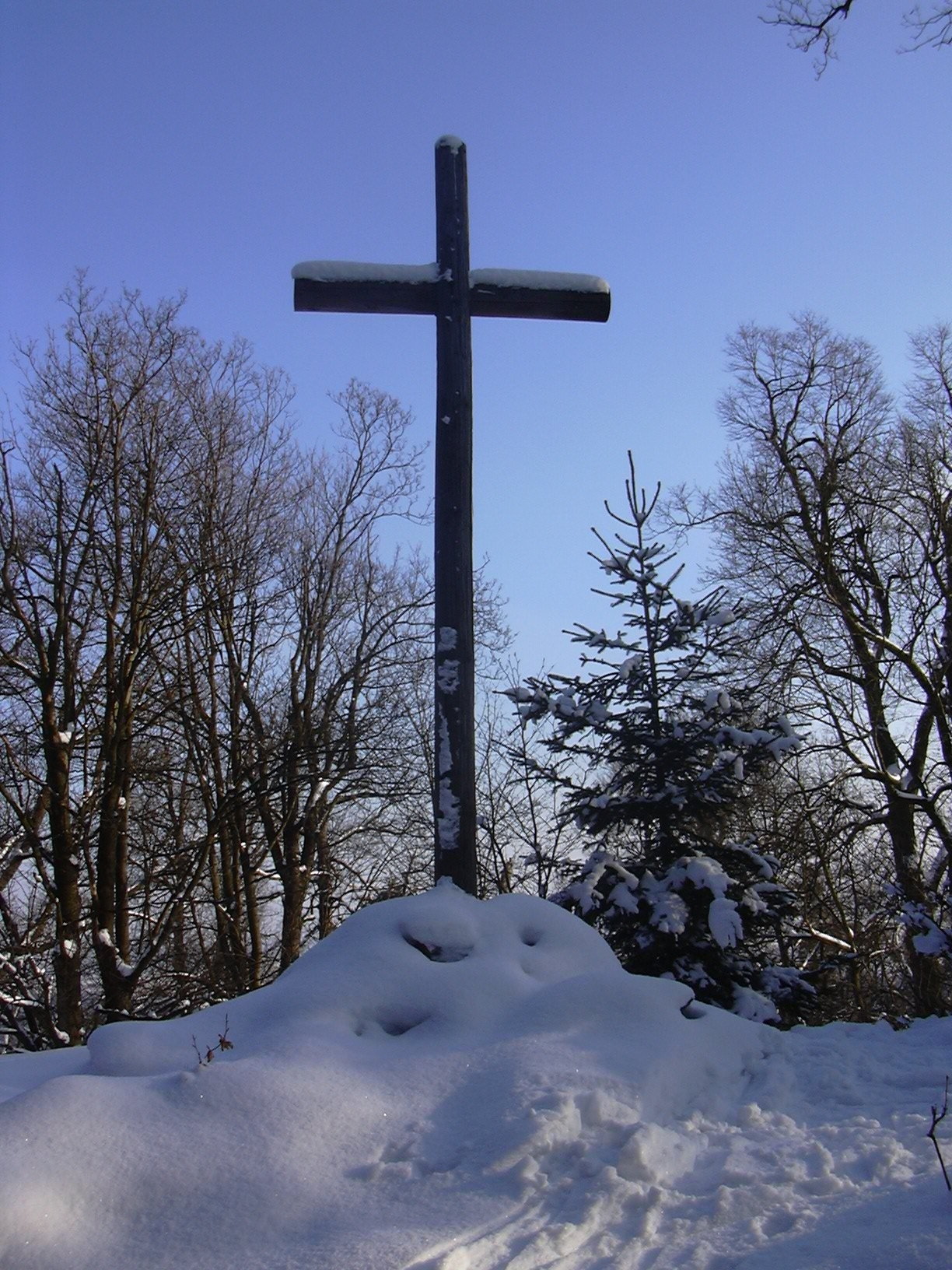
Kříž na vrcholu
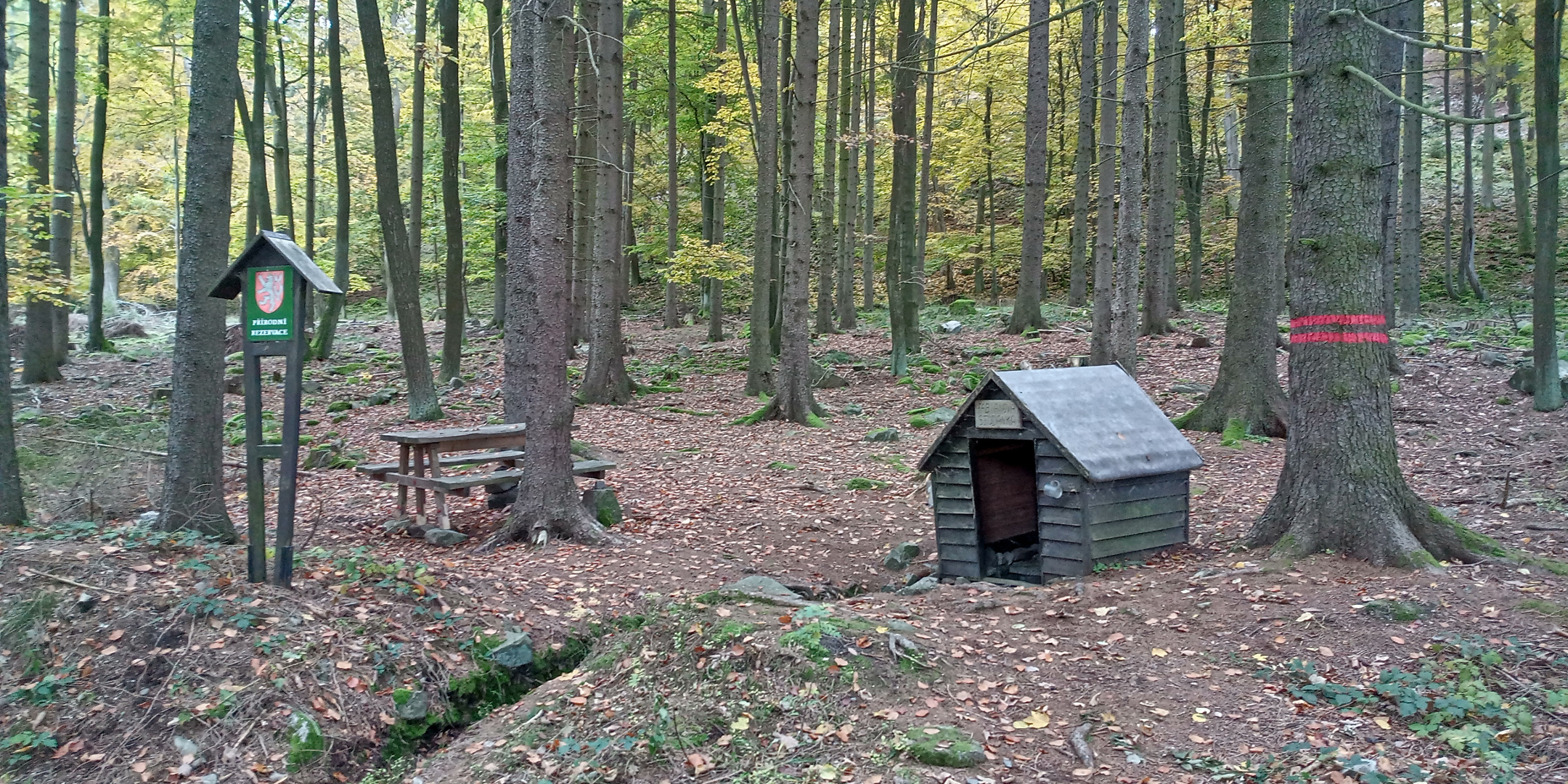
Fabiánova studánka ve spodní části rezervace
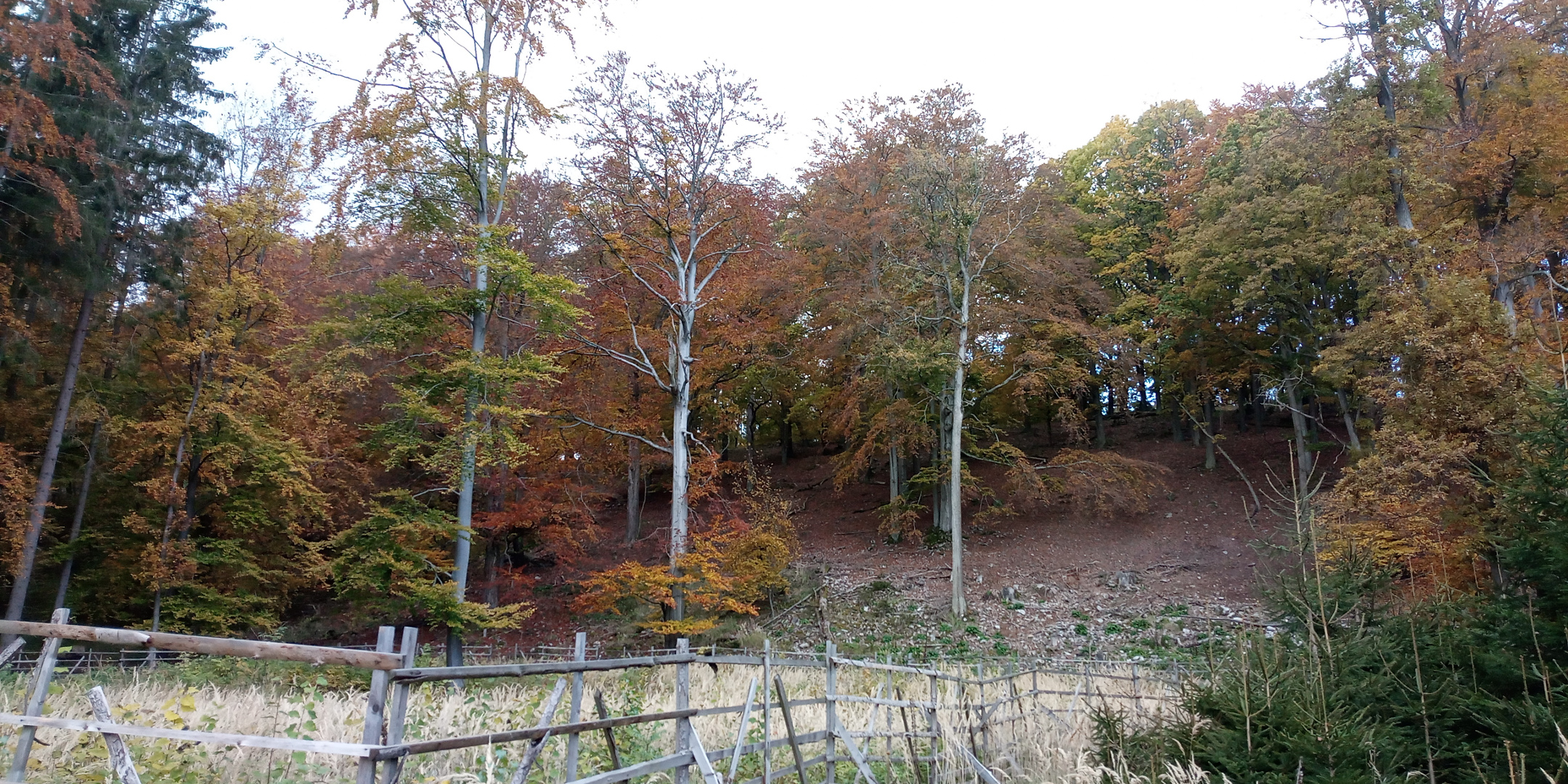
Jižní svah rezervace na podzim
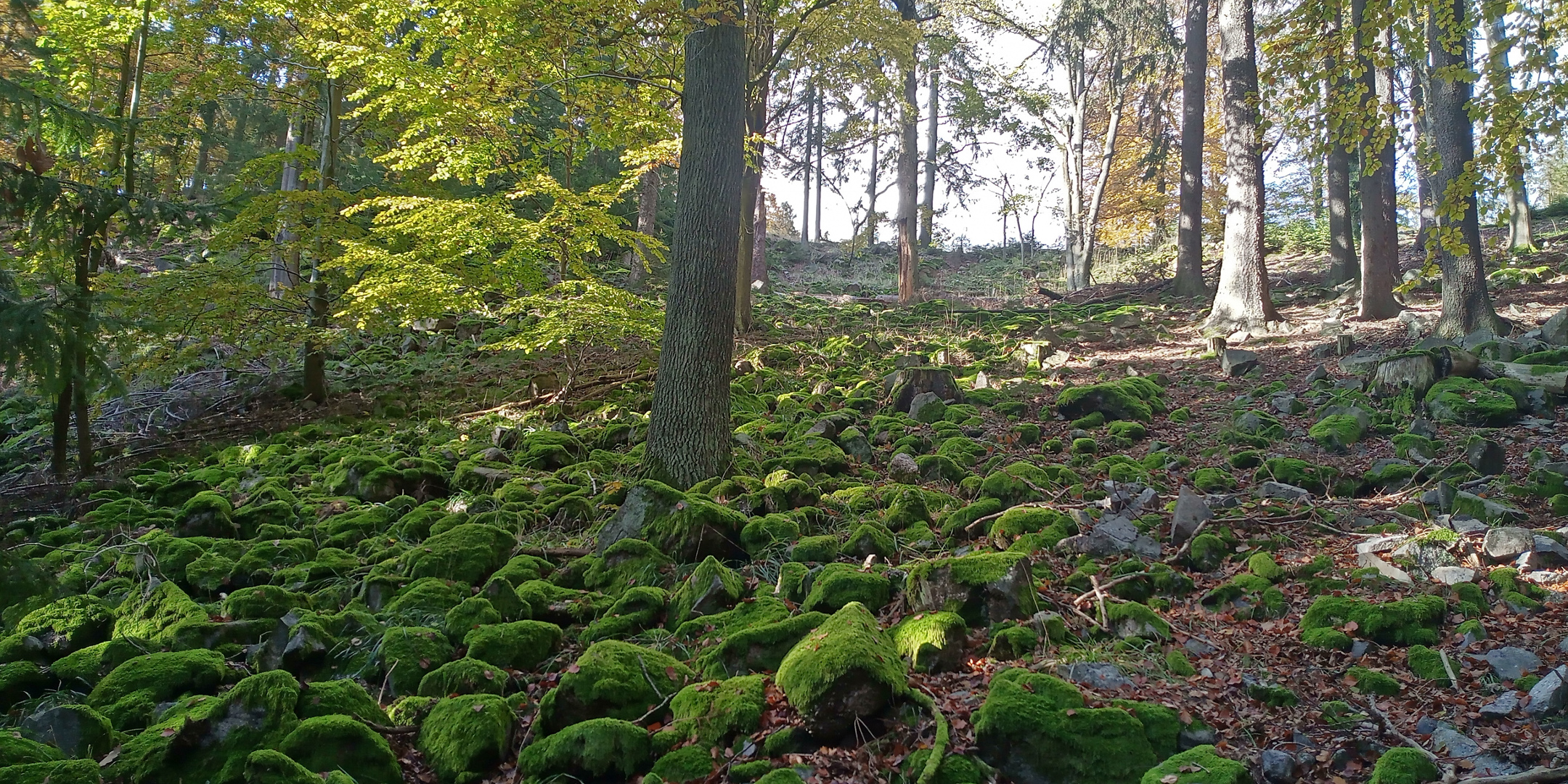
Suťová stráň na podzim
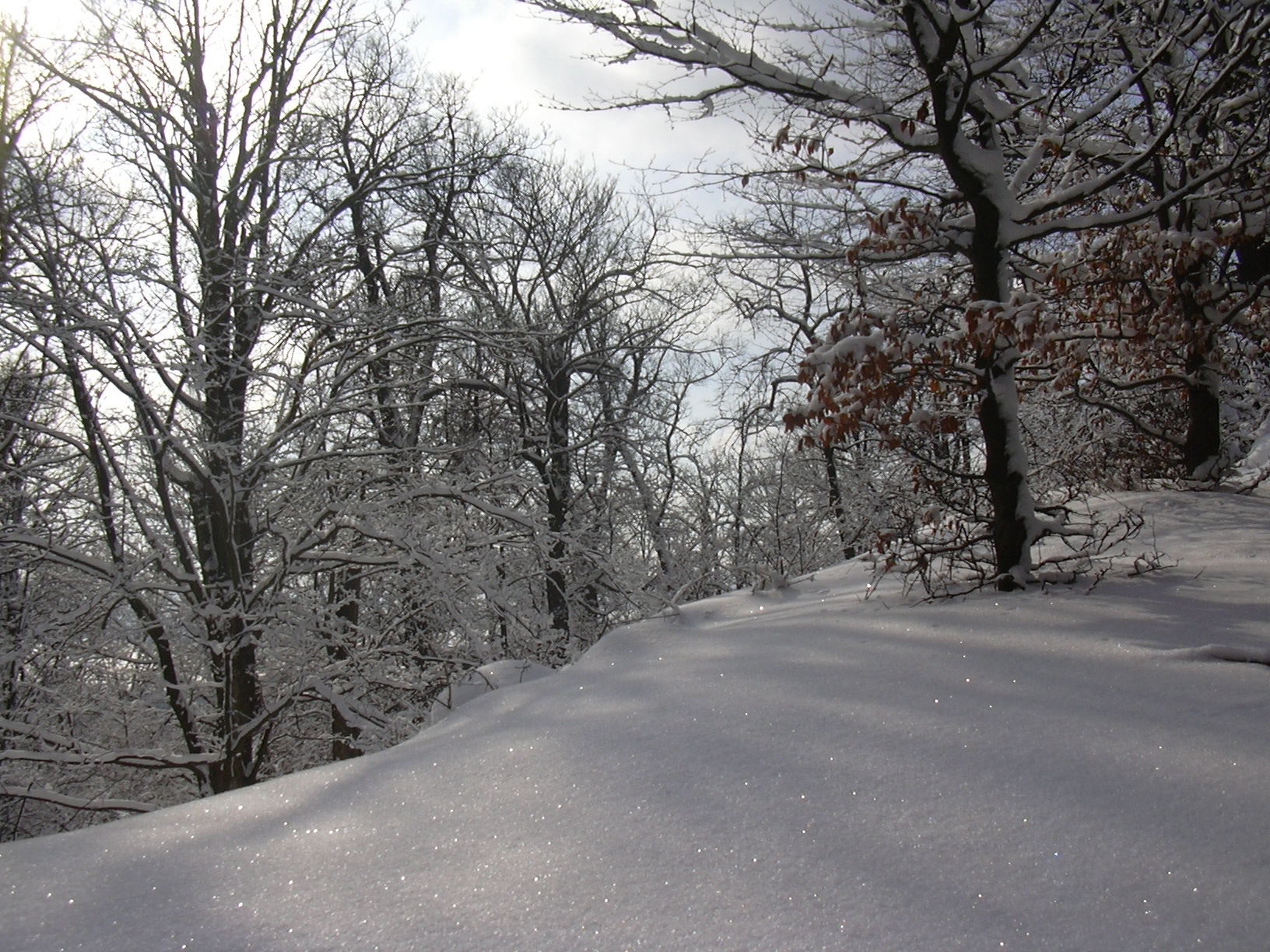
Kuchyňka v zimě
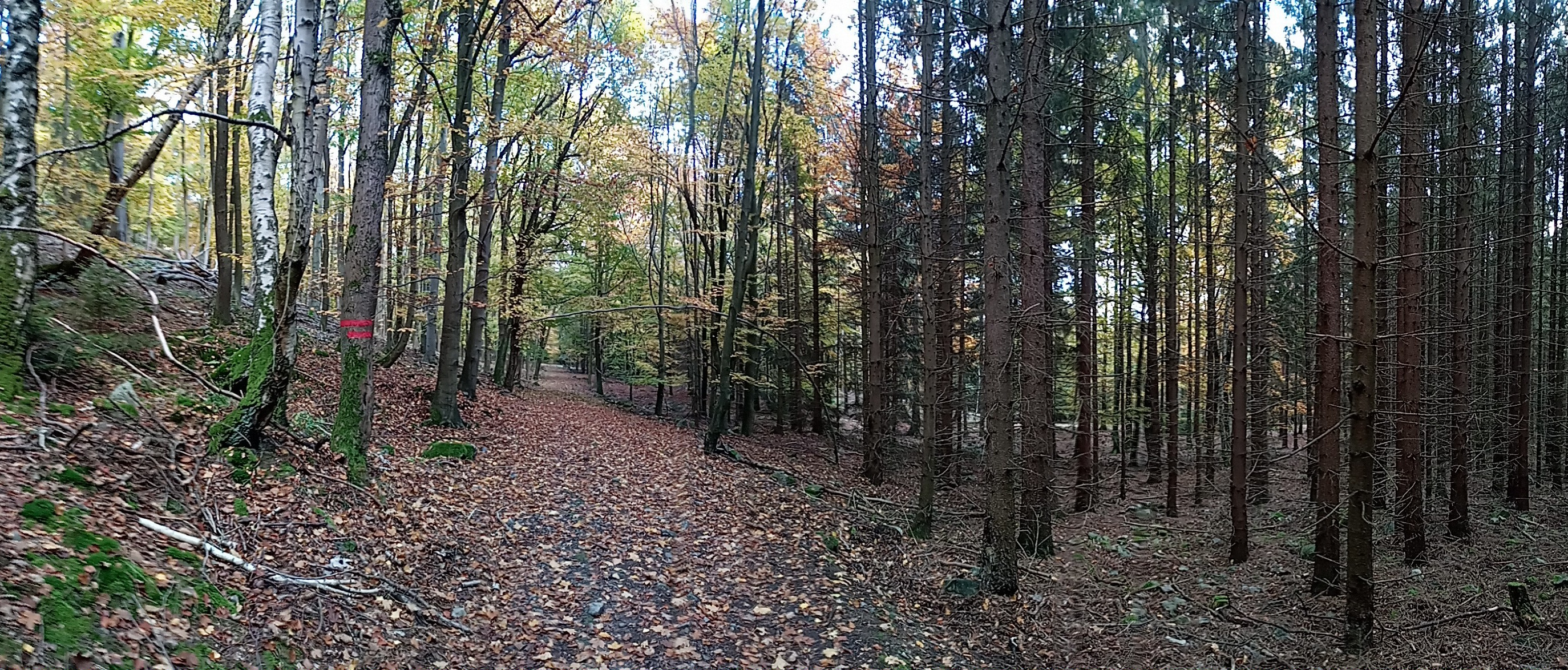
Vlevo listnatý les rezervace Kuchyňka a vpravo smrková monokultura
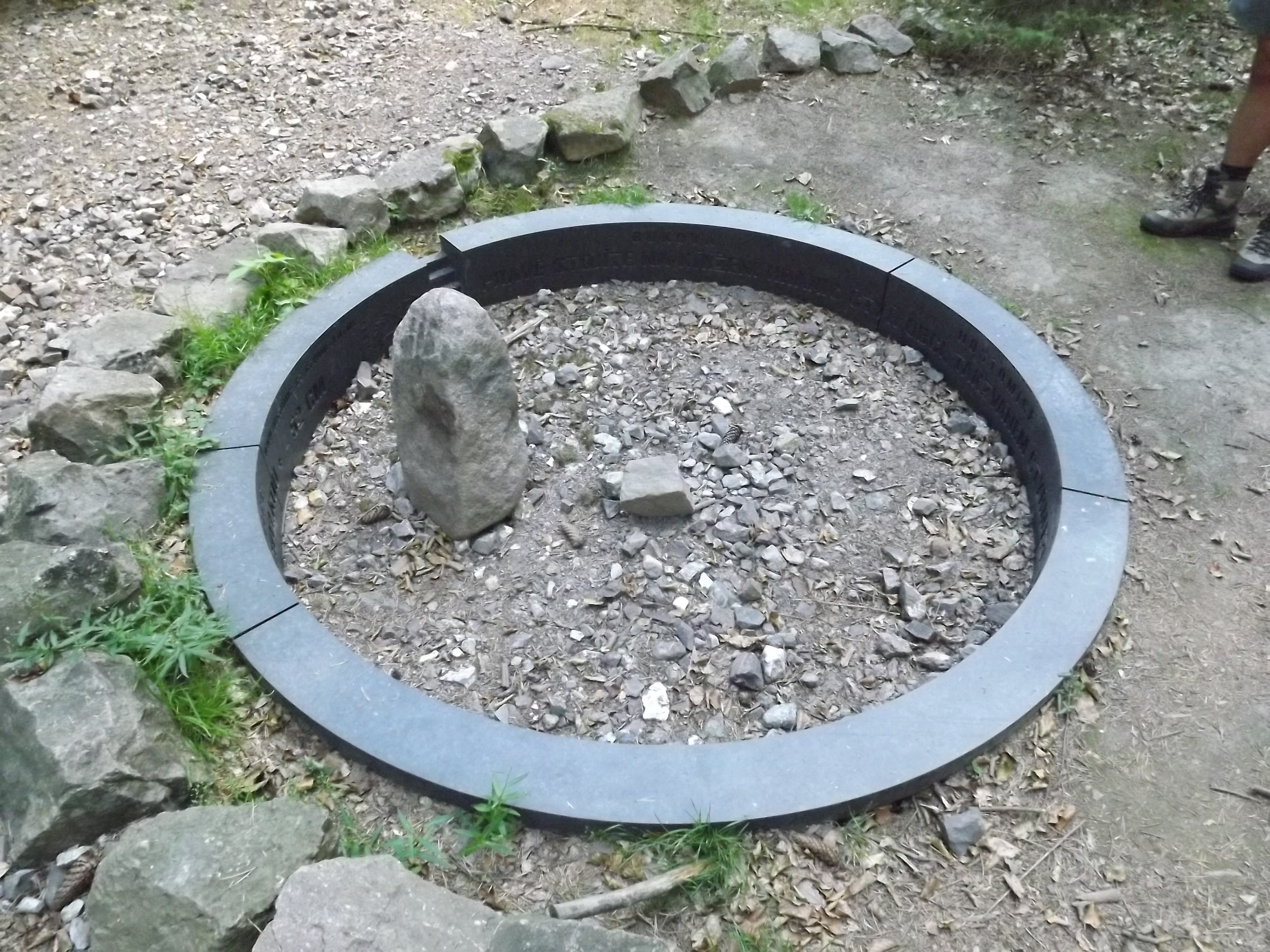
Čtyřmezí na Kuchyňce